# Forsterit
Forsterit (Mg2SiO4) je přechodný člen minerální řady olivínu forsterit - fayalit, který se ale v čisté podobě v přírodě téměř vůbec nevyskytuje. Většinou je současně přítomno 10 až 25 % fayalitu. Často se vyskytuje v podobě slabě žlutých až nazelenalých krystalů v kosočtverečné soustavě.